# Sportyvnyj volejvol'nyj klub Burevisnyk Černihiv
Lo Sportyvnyj volejvol'nyj klub Burevisnyk Černihiv (in ucraino Спортивний bолейбольний kлуб «Буревісник» Чернігів?) è un club pallavolistico maschile ucraina, con sede a Černihiv: milita nel campionato ucraino di Superliha.